# Maria (matka Ježíšova)

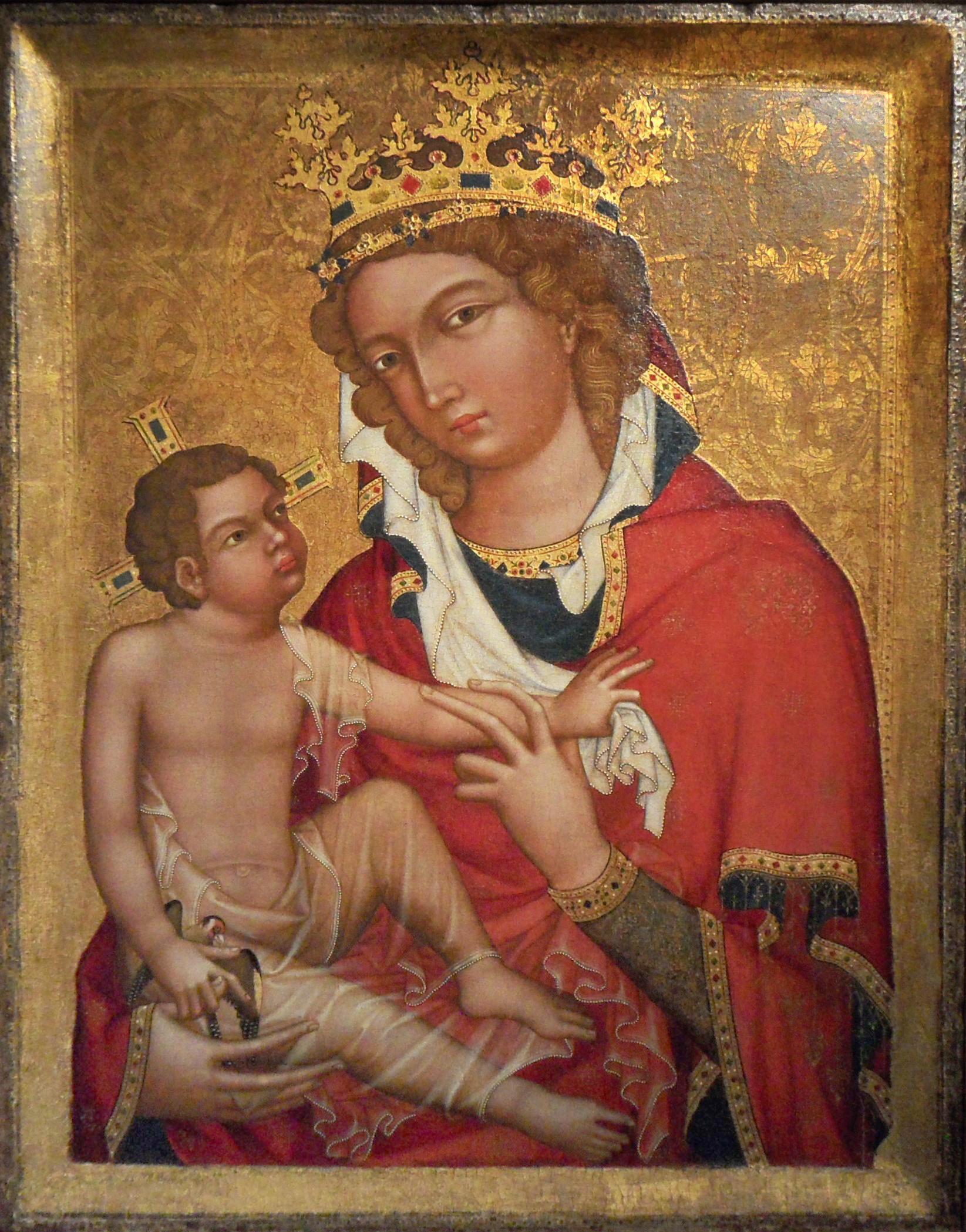
Madona z Veveří (kolem 1350)

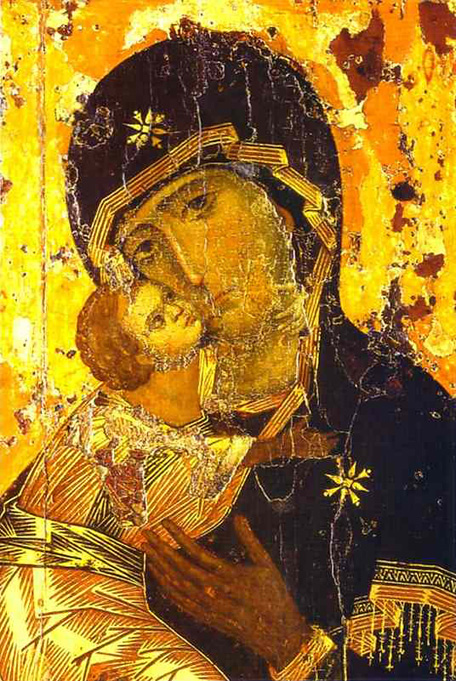
Jedna z nejslavnějších ikon znázorňujících Pannu Marii – Bogorodica Vladimirskaja, Rusko, 12. stol.

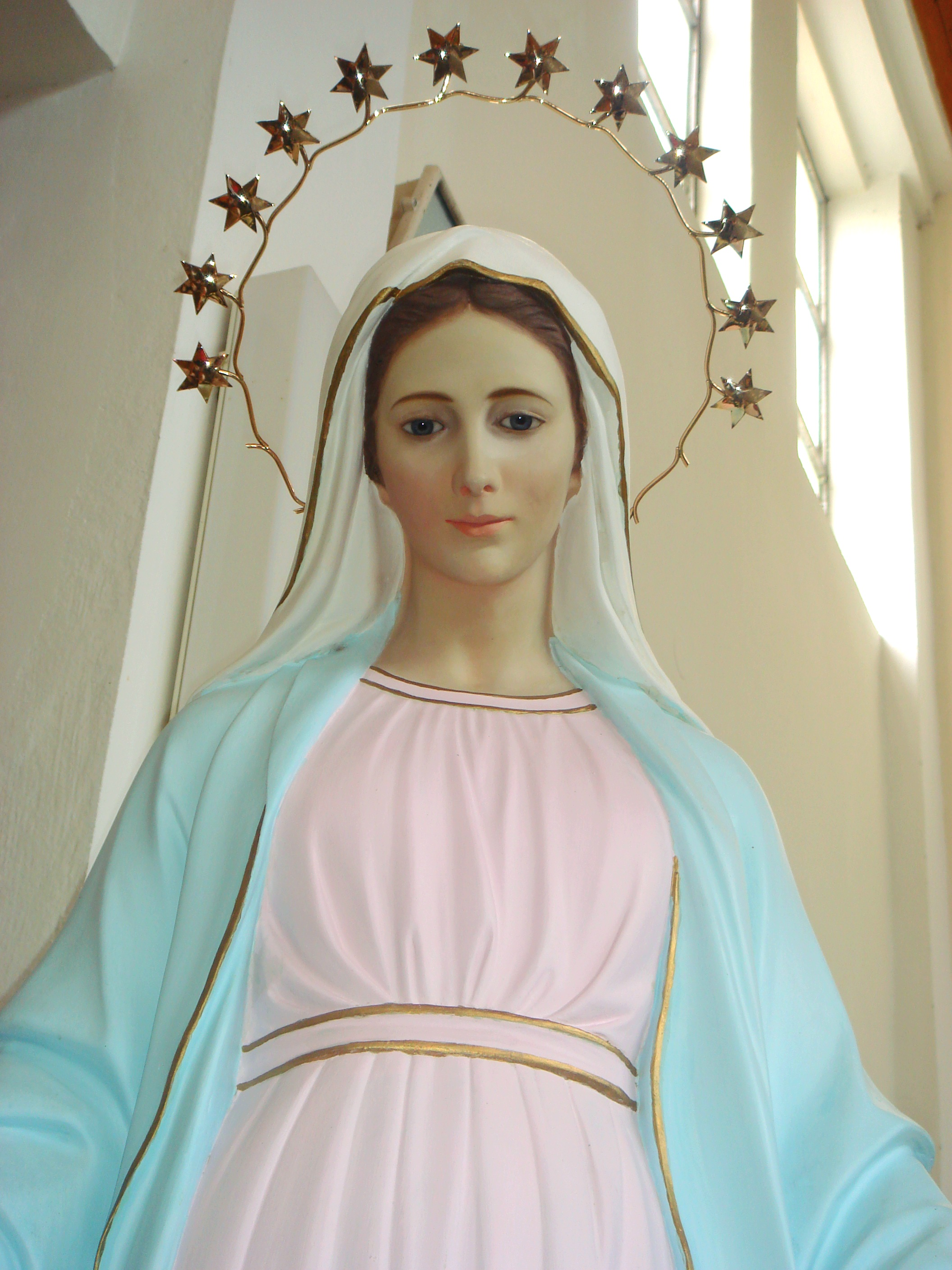
Socha Panny Marie v Međugorje

Maria nebo Marie, také Panna Maria (hebrejsky מַרְיָם Miriam, aramejsky ܡܪܝܡ Marjām; řecky Μαριαμ či Μαρια; arabsky مريم Marjam) byla podle Nového zákona matka Ježíše z Nazareta a snoubenka tesaře Josefa, Ježíšova pěstouna. Je uctívána v křesťanství, kde je většinou církví označována jako Bohorodička, a je uznávána i islámem, jelikož ji Korán zmiňuje jako panenskou matku Ježíše.

## Historicita
Otázka historicity Marie je úzce svázána se sporem o historicitu Ježíše Krista a důvěryhodností základních textů křesťanské víry jako historického pramene. Historikové, kteří přijímají svědectví evangelií a dalších novozákonních spisů, přirozeně postavu Marie považují za Ježíšovu matku, neboť se o ní tak zmiňují všechna kanonická evangelia a Skutky apoštolů. V jiných dobových pramenech (mimo Nový zákon) se Maria nevyskytuje. 
Podle dostupných pramenů je pravděpodobné, že se stala matkou ve velmi mladém věku (zřejmě již ve 13 letech). Samotný Nový zákon neposkytuje příliš dalších informací, které by se jejího života týkaly. Katolická a pravoslavná tradice stojí na ústním podání, svědectví církevních Otců a výkladu Bible.
V Novém zákoně není o Mariině narození a rodičích žádná zmínka. Jakubovo protoevangelium ze 2. století, jehož autorství je připisováno Jakubu Alfeovu, považované církevní tradicí za apokryf, popisuje Mariino dětství. Odtud se také dovídáme o jejích rodičích, Jáchymovi a Anně. Jméno Joachim je vykládáno jako „příprava na Pána“ a jméno Anny jako „milostná, laskavá“. Výtěžek svého hospodářství spravedlivě dělili mezi jeruzalémský chrám, pomoc chudým a vlastní potřeby. Byli však považováni za neplodné a chrámoví kněží proto dokonce jednoho dne z toho důvodu odmítli přijmout oběti, které chrámu přinesli. Hluboce ponížený Jáchym odešel do pouště, kde se čtyřicet dní postil a modlil k Bohu. Po čtyřiceti dnech se mu zjevil anděl a oznámil mu, že jeho modlitby byly vyslyšeny, a slíbil jim narození dítěte. Ve vysokém věku se jim pak narodila dcera, které dali jméno Marie. Otec zemřel krátce po jejím narození a Marie byla ve třech letech předána do výchovy správě jeruzalémského chrámu. Scény z tohoto příběhu byly velmi oblíbeným tématem malířů až do Tridentského koncilu, který se konal v letech 1545 až 1563, definoval katolický biblický kánon a zároveň zakázal zobrazování apokryfních scén. Svatí Jáchym a Anna (26. července) však zůstali v katolickém kalendáři dodnes. V českém občanském kalendáři jsou jména rozdělena (sv. Anna 26. července, sv. Jáchym 16. srpna).

## Maria v Novém zákoně

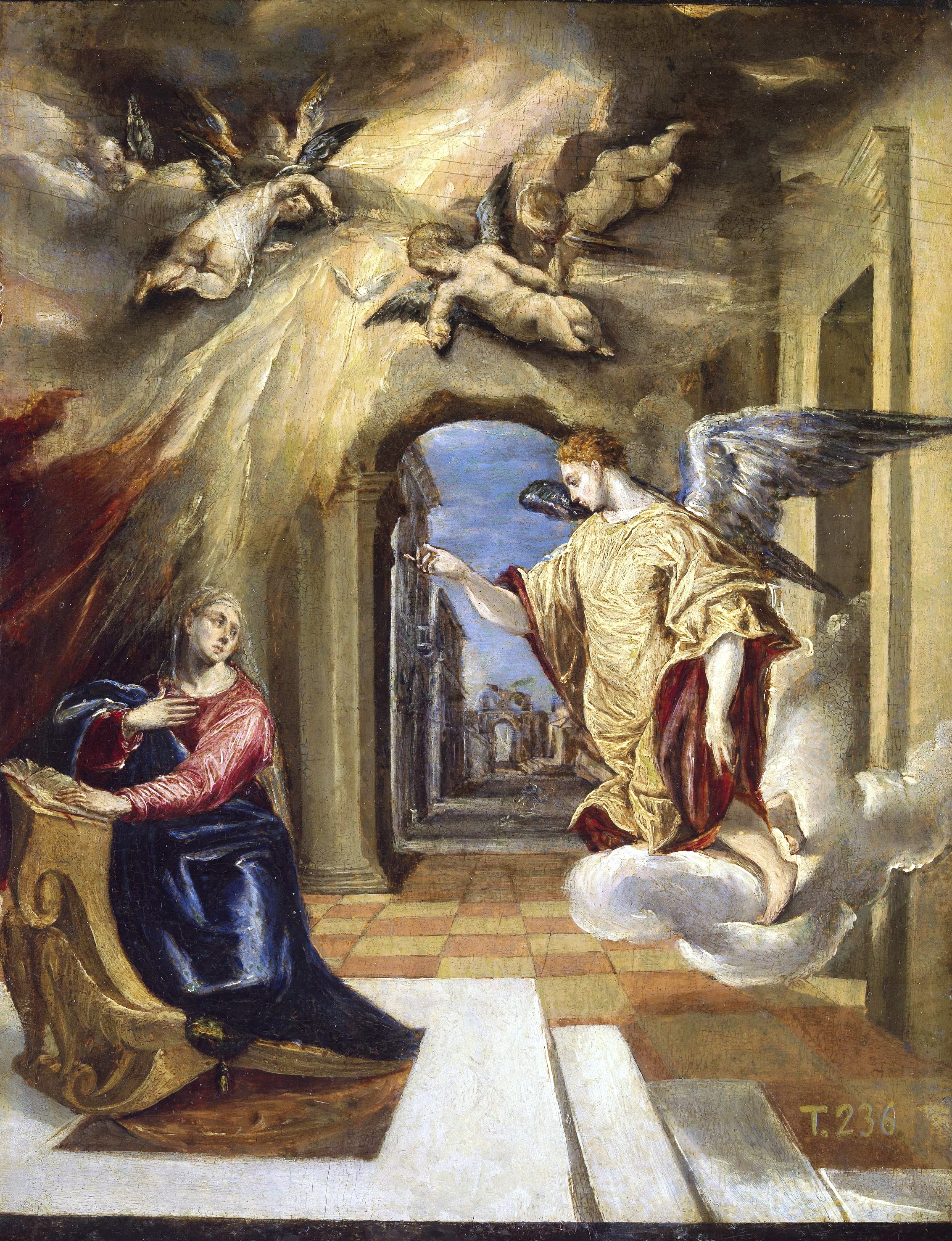
El Greco: Zvěstovaní Panny Marie, Museo del Prado, Madrid

Byla příbuznou Alžbětinou, která pocházela z rodu Árónova. Bydlela v Nazaretě s rodiči a byla zasnoubena Josefovi z Nazaretu, který stejně jako Maria pocházel z rodu židovského krále Davida. 6 měsíců po Alžbětině početí, se Marii zjevil archanděl Gabriel a pozdravil ji slovy, která se stala základem modlitby používané dodnes mezi vyznavači marianského kultu: „Buď zdráva, milostí zahrnutá, Pán s tebou.” (Lk 1, 28 (Kral, ČEP)), jako pozdravení andělské ("Ave Maria gratia plena, dominus tecum") a oznámil jí, že se stane matkou zaslíbeného Mesiáše, ačkoli zůstane pannou. Maria se podrobila Boží vůli se slovy: „Hle, jsem služebnice Páně; staň se mi podle tvého slova.“ Lk 1, 38 (Kral, ČEP)). Poté se vydala na dalekou cestu do Judei (do města Beršévy, obce Ejn Kerem) navštívit svoji těhotnou příbuznou Alžbětu, která žila se svým manželem Zachariášem. Hned jak vešla do jejich domu a pozdravila Alžbětu, ta jí vzdala úctu jako matce svého Pána a Maria jí odpověděla chvalozpěvem na Pána známým jako Magnificat. (Lk 1, 46–55 (Kral, ČEP)) Po třech měsících se Maria vrátila domů do Nazaretu. Jejímu snoubenci Josefovi se zjevil ve snu anděl, který mu oznámil: „Josefe, synu Davidův, neboj se přijmout Marii, svou manželku; neboť co v ní bylo počato, je z Ducha svatého.” (Mt 1, 20 (Kral, ČEP)). Josef si ji pak vzal k sobě, navzdory tomu, že byla těhotná.
Svátek Navštívení Panny Marie je připomínán v poslední májový den 31. května.
Mezitím Augustův výnos o sčítání lidu stanovil, aby každý odešel do svého rodného města a dal se tam zapsat. Proto se Josef s těhotnou Marii vydal na cestu do Betléma. V hostinci nenašli ubytování, protože město bylo plné, a tak byli nuceni přespat ve chlévě. Tak se stalo, že se Ježíš narodil v Betlémě (Lk 2, 1–7 (Kral, ČEP)). Následují přinesení Ježíše do chrámu, útěk do Egypta, protože král Herodes usiloval Ježíšovi o život, návrat zpět po Herodově smrti a usídlení se v Nazaretu (Mt 2, 13–23 (Kral, ČEP)). Z dalších 30 let života zaznamenávají evangelia pouze pouť do Jeruzaléma, když bylo Ježíšovi 12 let.
Marii pak nalézáme, když Ježíš začíná veřejně působit – při svatbě v galilejské vesnici zvané Kána, kde po Mariině upozornění, že došlo víno, činí Ježíš první zázrak – proměňuje vodu ve víno (Jan 2, 1–12 (Kral, ČEP)).
Spolu s ostatními učedníky plakala pod křížem, na kterém byl její syn Ježíš ukřižován.(J 19, 24–26 (Kral, ČEP)). Motiv Marie s mrtvým Ježíšovým tělem na klíně je častý jev v umění (tzv. Pieta).
Poslední zmínka o Marii v Bibli pochází z popisu očekávání slíbeného Ducha svatého (Sk 1, 14 (Kral, ČEP)), kdy se s apoštoly modlila po Ježíšově nanebevstoupení. Její smrt (zesnutí) a nanebevzetí Nový zákon nezaznamenává.

## Učení o Panně Marii
V jednotlivých křesťanských církvích se pohled na Marii různí. Jednotné jsou v názoru na Mariino panenství. Často se také používá pro označení Ježíšovy matky výraz Panna Maria. Kritickým zkoumáním Mariiny postavy se věnuje zvláštní oblast teologie, zvaná mariologie.

### Neposkvrněné početí
Nauka o neposkvrněném početí Panny Marie tvrdí, že Maria nebyla při početí (svatou Annou a svatým Jáchymem) poskvrněna dědičným prvotním hříchem. V katolické církvi je uctíváno a slaveno (8. prosince) od středověku a od roku 1854 vyhlášeno za církevní dogma. Většina ostatních církví neposkvrněné početí, které nemá přímou oporu v bibli, neuznává. Svátek Narození Panny Marie v Jeruzalému pak katolický kalendář připomíná dne 8. září.

### Mariino panenství
Křesťané věří, že Maria počala Ježíše jako panna, některé církve (např. římskokatolická či pravoslavná) vyznávají, že Maria pannou zůstala po celý život.
Mariino panenské početí Ježíše je historicky jedním z nejlépe doložených mariologických článků víry, nacházíme je třeba již v Apoštolském vyznání víry a dalších raně křesťanských symbolech. Toto dogma bylo definováno na Prvním konstantinopolském (381) a chalkedonském koncilu (451): „Skrze Ducha Svatého přijal tělo z Marie Panny a stal se člověkem.“ Liturgicky však panenství Mariino nemá vlastní svátek.
V církvích uznávajících Mariino „věčné panenství“ je Maria označována též titulem vždy panna. Druhý konstantinopolský koncil (553) již užívá o Marii pojmenování ἀεὶ παρθένος (aei parthenos, lat. semper virgo vždy panna) v rámci potvrzení jejího Božího mateřství. Nebylo však definováno, co se tímto „vždy“ míní. Lateránská synoda roku 649 sice vyznala, že „svatá, ustavičná a neposkvrněná Panna Maria … Božské Slovo skutečně a vpravdě bez semene počala z Ducha svatého a neporušeně ho porodila a její panenství po porodu zůstalo netknuté“, ale protože nešlo o všeobecný sněm, nepatří toto dogma mezi ta, která byla slavnostně vyhlášena. Matoušovo evangelium (Mt 13, 55 (Kral, ČEP)) uvádí Ježíšovy bratry (Jakub, Josef, Juda a Šimon) a nejmenované sestry. Slovo "bratr" ovšem mohlo znamenat také příbuzného a metaforicky každého Žida nebo blízkého člověka, případně potomky Josefa z předchozích manželství.

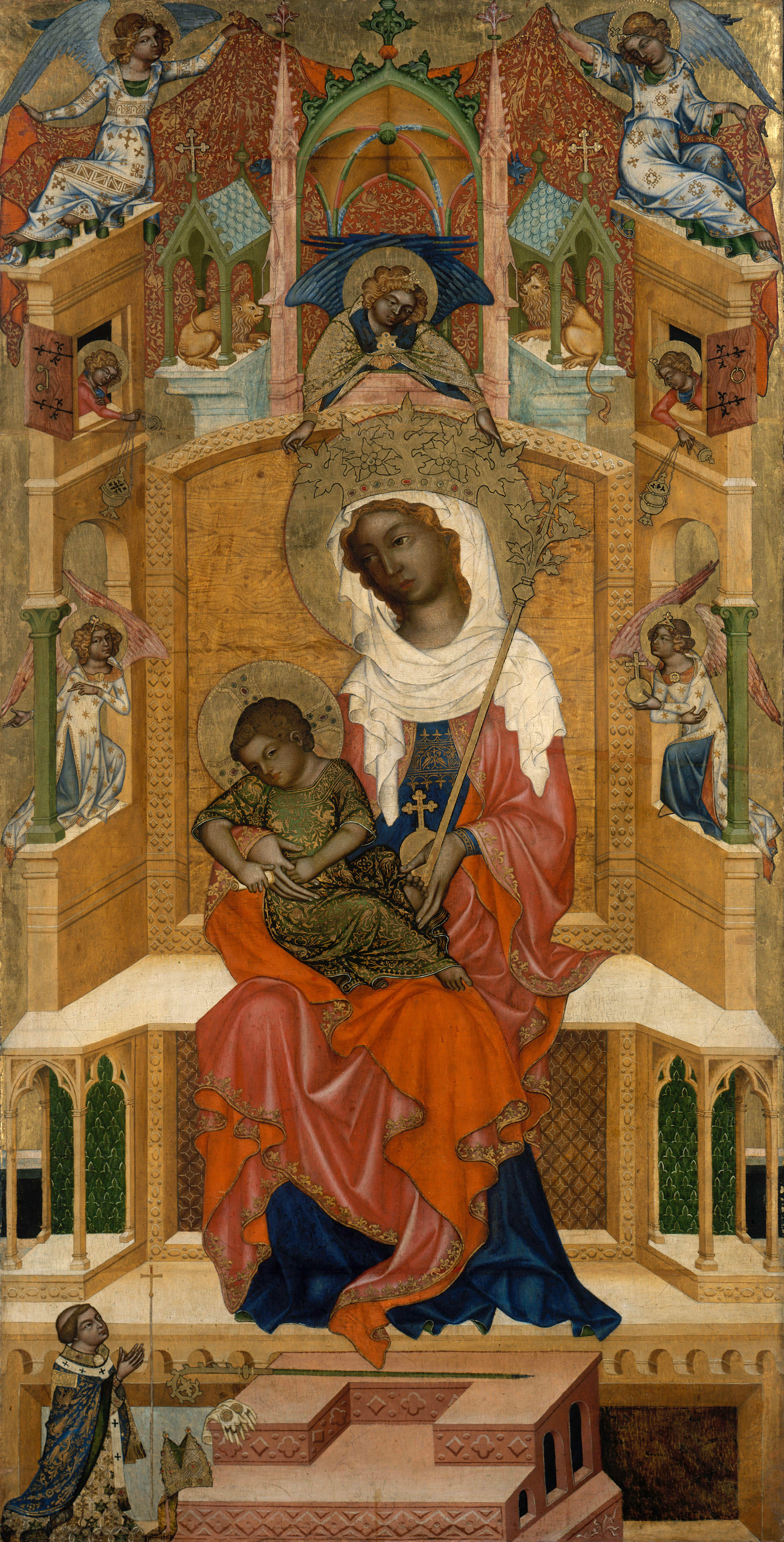
Madona Kladská (kolem 1350)

### Bohorodička
Katolíci a pravoslavní Marii též označují podle formulace Efezského koncilu (431) Bohorodičkou (θεοτόκος Theotokos, popř. Matkou Boží (latinsky dei genetrix nebo deipara). To, že Maria je bohorodičkou je jedním ze 4 mariánských dogmat v katolické církvi (zbylými třemi pak jsou dogma o panenství Mariině, neposkvrněném početí a nanebevzetí). V roce 428 proti pojmu Bohorodička vystoupil Nestorios – patriarcha Konstantinopole. Nešlo přitom vlastně o Marii, ale o Krista. Nestórius a jeho stoupenci tvrdili, že Marii nelze nazývat Boží Matkou, protože je jen matkou lidské přirozenosti Ježíše, takže není Theotokos, ale Christotokos. Bůh nemůže být zrozený. Nestóriovo učení vedlo k tvrzení, že Ježíš měl dvě úplně odlišné přirozenosti: božskou a lidskou, které zůstávaly vedle sebe a zachovávaly si své vlastnosti. Sv. Cyril Alexandrijský, patriarcha Alexandrie, protestoval proti takovému chápání Ježíše, protože popíralo jednotu Boha a člověka v osobě Krista. Učil, že Maria neporodila stejného člověka jako jiní lidé, ale Syna Božího, který se stal člověkem: „Máme ji nazývat Bohorodičkou? Nepochybně, protože počala a porodila Boha-Slovo, které se stalo člověkem. Tento titul uznávali všichni pravověrní Otcové Východu i Západu.“ Na třetím všeobecném koncilu, který se konal v Efezu v roce 431 se měli zaobírat tímto sporem. Koncil začal předčasně. Za nepřítomnosti konstantinopolského patriarchy Nestória, jeho stoupenců a dalších 43 antiochijských biskupů spolu s patriarchou Janem, byl Nestórius odsouzen.  Koncil dal za pravdu sv. Cyrilovi a vyhlásil, že v Kristu se „uskutečnilo sjednocení dvou podstat (…). Stoupenci Nestoria brzy založili Nestoriánskou církev. Formulaci, že Maria je "matkou Boha" odmítá většina protestantů a některé východní církve.
Maria je často označovaná jako Bohorodička (Theotokos) i v chvalozpěvech východní ortodoxní církve. Podle jejich víry Maria není matkou božstva, ale skrz lidské zplození je skutečnou matkou Syna, který je Bohem. Není matkou člověka, který se spojil s Bohem, ale člověka, který je od první chvíle svého početí opravdovým Bohem.

### Nanebevzetí
V tradici církve se již od prvních staletí ustálila víra o Mariině nanebevzetí. Tedy že Maria nezemřela jako ostatní lidé, nýbrž byla vzata do nebeské slávy i se svým tělem. V křesťanské víře je smrt následkem hříchu a Maria, která je dle katolického vyznání uchráněna jak hříchu osobního, tak prvotního (viz Neposkvrněné početí) tedy nezemřela jako ostatní lidé. Zároveň je oslavení jejího těla při nanebevzetí předzvěstí a zdrojem naděje pro katolíky, neboť ti věří ve vzkříšení těl všech lidí na konci věků k poslednímu soudu. Tradiční víra v Mariino nanebevzetí byla v katolické církvi papežem Piem XII. v roce 1950 stvrzena dogmatem o nanebevzetí Panny Marie. Tím se tento článek víry stal závazným pro všechny katolíky a v katolické církvi byla otázka Mariina nanebevzetí jednou provždy vyřešena. Víra v nanebevzetí Panny Marie je také prvkem pravoslaví. Naopak reformované církve se k ní, podobně jako k dalším mariánským dogmatům, stavějí odmítavě. O nanebevzetí Panny Marie není v Bibli žádná zmínka. Tu nalézáme v apokryfních spisech, např. "Liber Transitus Beatae Mariae Virginis".
Svátek je připomínán 15. srpna.

### Zesnutí Přesvaté Bohorodice

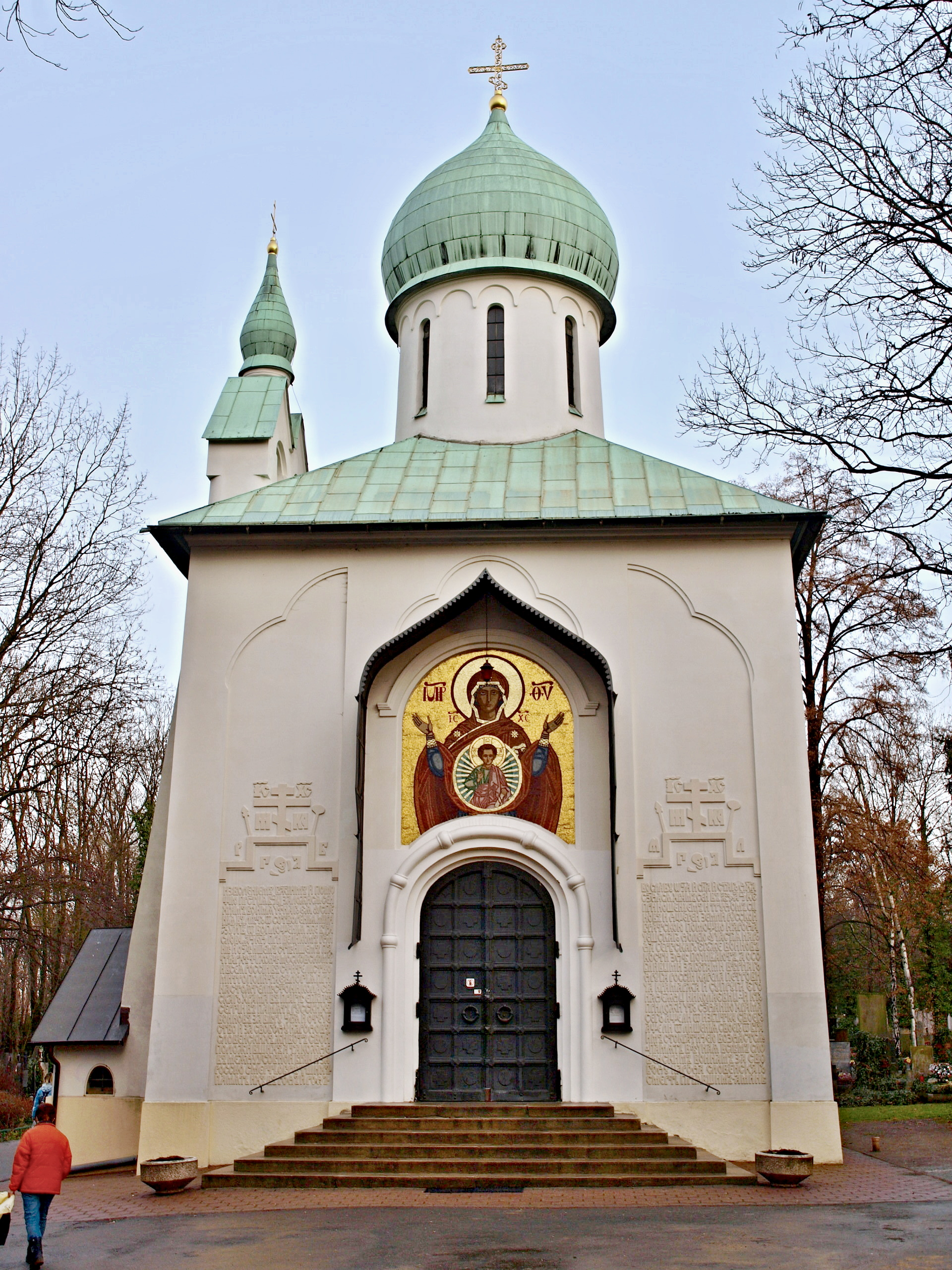
Pravoslavný chrám Zesnutí přesvaté Bohorodice na Olšanských hřbitovech v Praze

Svátek Zesnutí přesvaté Bohorodice se slaví zejména v pravoslaví, kde se řadí mezi tzv. Dvanáct velkých svátků, jde prakticky o svátek shodný s katolickým svátkem Nanebevzetí Panny Marie.

## Uctívání Panny Marie

### Katolická a pravoslavná církev
Viz též: Úcta k Panně Marii v katolické církvi
Maria je u katolíků a pravoslavných předmětem obzvláštní úcty, v podstatě je chápána jako první mezi světci.
- modlitby k Panně Marii: Zdrávas Maria (Ave Maria), modlitby jejichž součástí je Zdrávas: Růženec, Anděl Páně
- mariánská zjevení a poutní místa:

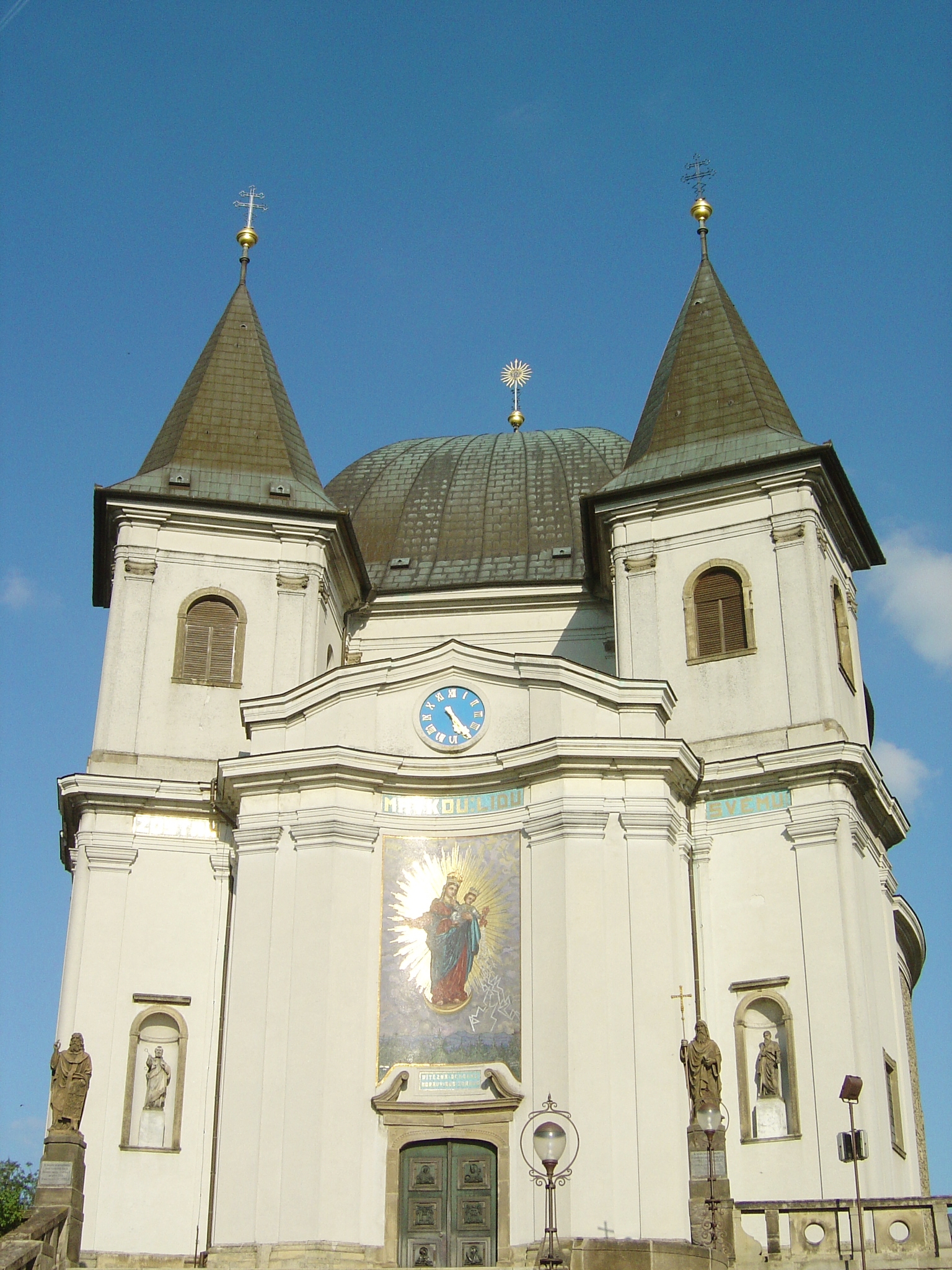
Poutní bazilika Nanebevzetí Panny Marie na Sv. Hostýně.

Existuje celá řada poutních míst, která jsou spojena se zjeveními či zázraky Panny Marie a jsou hojně navštěvována. Řada z nich náleží mezi nejvýznamnější poutní místa svých zemí nebo i kontinentů.
Mezi nejvýznamnější mariánská poutní místa oficiálně uznávaná katolickou církví náleží: Jasná Hora, Mariazell, Lurdy, Fátima a Guadalupe. V České republice jsou nejvýznamnějšími mariánskými poutními místy Svatý Hostýn, Svatý kopeček nad Olomoucí, Velehrad a Svatá Hora u Příbrami.
Velmi významným neoficiálním poutním místem, jehož pověst je založena na údajných zjeveních Panny Marie, je Međugorje. K těmto zjevením však zatím oficiální prohlášení církve nebylo vydáno.
Katolická církev se k mariánským zjevením vyjadřuje pouze v tom smyslu, zda jsou věroučně v pořádku. Pokud ano, nebrání jejich akceptování mezi lidem, nicméně nikdo jim není povinen věřit. Nelze tedy mluvit o nějakém potvrzení pravosti zjevení. Konečným zjevením pro ni zůstává Ježíš Kristus a všechna další zjevení tudíž nemohou přinést nic nového, mohou pouze upozorňovat na pravdy, které již byly vyřčeny.

### Protestantské církve
Všichni reformátoři odmítli mariánskou úctu, (první Mariánské modlitby se datují k třetímu století), někteří odmítli i označení Bohorodička a představu Mariina prostřednictví mezi církví a Kristem. Nicméně uznávali Mariino panenství a někteří z nich zachovávali i některé mariánské svátky, Martin Luther o Marii psal a kázal. V anglikánských církvích je úcta k Panně Marii vcelku nejblíže katolictví s tradičním rozlišením chalcedonského sněmu (767) mezi latreia (uctívání, klanění), vyhrazené Bohu, a dúlia (služba) patřící světcům. Naopak radikální reformace a většina presbyteriánů ji odmítá, stejně jako sekty, adventisté a Svědkové Jehovovi.
Vztah protestantských církví k Marii souvisí s reformačním odmítnutím tradice jako závazného věroučného základu. Tím zůstala pouze sama Bible (princip sola scriptura), jejíž výklad ovšem může klást odlišné důrazy. Tak je Maria v radikálních protestantských církvích chápána v podstatě pouze jako nástroj inkarnace Ježíše Krista na tento svět. Podobně jako v případě dalších katolických i pravoslavných  svatých je odmítnuto také uctívání Panny Marie, pokud se chápe jako porušení zásady, že uctívat je možné pouze samotného Boha (princip soli Deo gloria). Někde je mariánská úcta, stejně jako přímluvy svatých, nesprávně považována za modloslužbu. 

### Islám
Islám vidí v Marii matku proroka Isy, tj. Ježíše. Shoduje se s křesťanskou pozicí na tom, že Maria porodila Ježíše jako panna. Korán vypráví o Marii na dvou místech (3,35–47 a 19,16–34), ale je stručnější než biblické podání. Podle Koránu byla Maria zasvěcena Bohu ještě před narozením.
Korán označuje Marii za: 
- matku proroka a Mesiáše Ježíše (Korán, 3:45)
- počestnou ženu (Bůh v ní zázračným způsobem / jakým stvořil i prvního člověka, proroka Adama / stvořil proroka Ježíše, aniž by se jí dotkl člověk)
- ženu, která byla zasvěcena i se svým potomstvem pod ochranu před Satanem (Korán, 3:36)
- Bohem vyvolenou z žen stvoření (Korán, 3:42)
- znamení milosti od Boha (Korán, 23:50)
- oddanou a poslušnou Bohu (Korán, 66:12), doslovně: Marjam (Maria se v arabštině) znamená "pobožná, sloužící Bohu"

## Ikonografie, umění, architektura

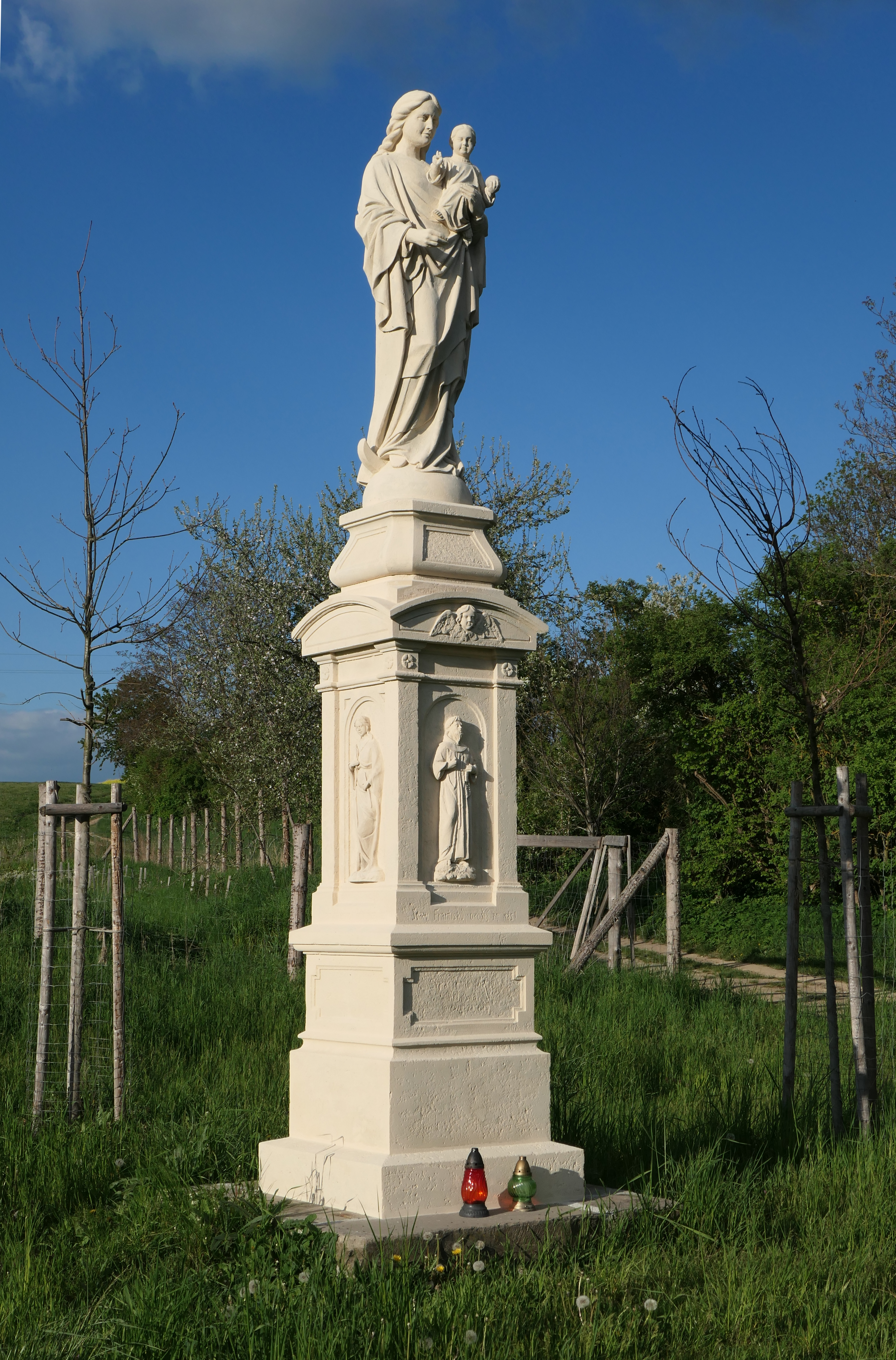
Socha Panny Marie s Ježíškem v Dědicích

- zobrazení, tituly: Madona, Immaculata, Assumpta, Panna Maria Sedmibolestná, Žena oděná sluncem, Panna Maria Královna, Neposkvrněné Srdce Panny Marie, Panna Maria Pomocnice křesťanů
- výjevy: Zvěstování Panně Marii, Navštívení Panny Marie, Obětování Panny Marie, Svatá Anna Samotřetí (Mariina matka, Ježíš jako dítě, mladá Marie), Svatá rodina (sv. Josef, Marie, Ježíš jako dítě), Pieta, Nanebevzetí Panny Marie, Korunování Panny Marie
- sochařství, architektura: mariánské sloupy, kaple zasvěcené Panně Marii, kostely zasvěcené Panně Marii, loretánské kaple
- lokální formy na základě různých zjevení či legend: Panna Maria Sněžná, Panna Maria Svatohorská, Panna Maria Zderazská